# Estúpidos hombres blancos
Estúpidos hombres blancos (título original en inglés: Stupid White Men ...and Other Sorry Excuses for the State of the Nation!) es un libro de no ficción del escritor y cineasta estadounidense Michael Moore, publicado en 2001. Se trata de una obra de crítica social y política escrita en tono satírico, que arremete contra diversos aspectos de la sociedad estadounidense y, en particular, contra las políticas del entonces presidente George W. Bush.

## Sinopsis
En Estúpidos hombres blancos, Moore realiza una crítica mordaz de la realidad sociopolítica de Estados Unidos a comienzos del siglo XXI. Uno de los ejes centrales del libro es la impugnación de la llegada de George W. Bush a la presidencia tras las elecciones de 2000: Moore acusa a Bush de “robar” la elección gracias a la ayuda de su entorno (familiares, aliados políticos e incluso jueces complacientes) y a irregularidades en el recuento electoral de Florida. A partir de este caso, el autor expone lo que considera la corrupción del sistema político, donde una élite poderosa manipula las instituciones en su propio beneficio.
Moore también denuncia la creciente desigualdad económica, señalando cómo los más ricos siguen aumentando sus fortunas mientras la clase media y trabajadora vive bajo el temor constante a la inestabilidad económica. Asimismo, arremete contra la connivencia entre el poder político y las grandes corporaciones, sugiriendo que los dirigentes gobiernan atendiendo a los intereses empresariales más que al bienestar de la ciudadanía. El autor utiliza el término “estúpidos hombres blancos” para referirse sarcásticamente a esos líderes —principalmente hombres blancos anglosajones del mundo empresarial y gubernamental— a quienes culpa de haber causado más perjuicios a su país que ningún otro grupo de poder. Con un estilo que combina datos, anécdotas y humor negro, Estúpidos hombres blancos aborda también cuestiones de discriminación racial y crítica cultural, extendiendo las sátiras características de Moore (presentes en sus documentales y obras previas) al ámbito político de la administración Bush. El tono general del libro es coloquial, mordaz y deliberadamente polémico, buscando tanto informar como indignar al lector.

## Contexto de publicación
Michael Moore finalizó el manuscrito de Estúpidos hombres blancos poco antes de los atentados del 11 de septiembre de 2001. La publicación del libro enfrentó serias dificultades debido al cambio de clima político tras esos ataques. Su editorial en Estados Unidos, ReganBooks (un sello de HarperCollins), inicialmente se negó a distribuir los 50.000 ejemplares ya impresos, al considerar “inoportuna” una obra tan crítica con el gobierno en pleno auge del patriotismo post-11S. Los ejecutivos de HarperCollins temían una reacción negativa del público, dado que el libro contiene una carta abierta muy crítica al presidente Bush y severas acusaciones contra su administración.
Según el propio Moore, la editorial le exigió reescribir hasta la mitad del libro para suavizar el tono: le pidieron eliminar o modificar capítulos completos (como “Dear George”, una carta abierta a Bush, y “Kill Whitey”, una sátira sobre la cultura privilegiada blanca) y cambiar el título por uno menos provocativo. También le instaron a no calificar lo ocurrido en Florida en 2000 como un “golpe de Estado” y a omitir las críticas más duras, sugiriendo incluso que reconociera los aspectos “positivos” de la presidencia de Bush tras el 11-S. La editorial pretendía además que Moore asumiera los costes de una reimpresión de los libros ya impresos (aproximadamente 100.000 dólares) si accedía a los cambios propuestos. Ante estas demandas, Moore se negó rotundamente a alterar su obra, denunciando que se trataba de un intento de censura política.
La disputa llegó a un punto crítico cuando HarperCollins anunció su intención de cancelar la publicación y destruir (hacer “pulp”) los ejemplares impresos si no se realizaban las modificaciones. Sin embargo, el destino del libro dio un giro gracias a la intervención de la comunidad de bibliotecarios. En diciembre de 2001, Moore comentó en un acto público las presiones que sufría por parte de la editorial; entre el público se encontraba Ann Sparanese, una bibliotecaria de Nueva Jersey, quien movilizó a sus colegas a través de correos electrónicos y listas de distribución, argumentando que la situación era un ataque a la libertad de expresión. La campaña de los bibliotecarios ejerció una fuerte presión sobre HarperCollins, que pocos días después decidió dar marcha atrás y publicar Estúpidos hombres blancos sin cambios. No obstante, la editorial inicialmente se desmarcó del libro, reduciendo su promoción al mínimo (solo organizó una pequeña gira de presentación en tres ciudades).
Estúpidos hombres blancos salió a la venta en Estados Unidos a principios de 2002 y, contra todo pronóstico, se convirtió en un éxito inmediato. Los 50.000 ejemplares de la primera tirada se vendieron en un solo día, y al día siguiente el libro alcanzó el número 1 en ventas en Amazon. En menos de una semana ya se habían impreso nueve ediciones y la demanda seguía en aumento. En palabras de Moore, la enorme acogida del público demostró que la voz crítica del libro sí conectaba con los lectores, contradiciendo los temores iniciales de la editorial.

## Recepción
Tras su publicación, la recepción fue mixta. Muchos comentaristas elogiaron el ingenio satírico de Moore y su disposición a cuestionar al poder. Por ejemplo, el diario británico The Guardian destacó el estilo “cáustico” del autor y cómo el libro había generado polémica incluso antes de ver la luz. Se subrayó que Moore, conocido como un enfant terrible de la cultura estadounidense, empleaba un tono desenfadado y combativo para exponer verdades incómodas. Sin embargo, otros críticos reprocharon al libro un sesgo excesivamente partidista y una tendencia al sensacionalismo. En círculos conservadores y afines al gobierno de Bush, Moore fue acusado de manipular datos y de falta de rigor. De hecho, su éxito provocó reacciones adversas: en 2004 se publicó un libro respuesta titulado Michael Moore Is a Big Fat Stupid White Man, escrito por los periodistas David T. Hardy y Jason Clarke, que intentaba refutar punto por punto las afirmaciones de Moore y fue distribuido irónicamente por la misma HarperCollins. En general, Estúpidos hombres blancos polarizó a la crítica: para sus simpatizantes es una sátira valiente que expone hipocresías del sistema, mientras que sus detractores lo consideraron un panfleto demagógico dirigido a los ya convencidos.

## Controversias
Estúpidos hombres blancos estuvo rodeado de controversias tanto en su gestación como en su contenido. La primera gran polémica surgió con el intento de bloqueo editorial que sufrió el libro en Estados Unidos tras el 11-S. La decisión inicial de HarperCollins de retrasar y editar la obra fue vista por Moore y muchos observadores como un acto de censura motivado políticamente. Solo después de la protesta organizada por bibliotecarios y defensores de la Primera Enmienda se consiguió revertir esa decisión y publicar el libro íntegramente, lo cual convirtió el caso en un célebre episodio en defensa de la libertad de expresión en el ámbito editorial. Moore ha señalado que, de no ser por esa presión pública, los ejemplares impresos “probablemente no se hubieran distribuido” y habrían terminado destruidos por la editorial. Este incidente también alimentó la expectación en torno al libro, que pasó de ser visto como un título “peligroso” para la industria a un éxito de ventas, aumentando así la atención mediática sobre su contenido.
Durante su lanzamiento (a pocos meses del inicio de la Guerra de Irak en 2003), Moore fue tildado de antipatriota por partidarios del gobierno de Bush, quienes consideraban inapropiado criticar al presidente en tiempos de conflicto. Diversos comentaristas conservadores acusaron a Estúpidos hombres blancos de contener tergiversaciones y afirmaciones exageradas contra la administración Bush. Incluso el provocador título fue objeto de discusión: algunos lo encontraron ofensivo, al dirigirse despectivamente a los “hombres blancos” en posiciones de poder, y lo interpretaron como un menosprecio deliberado hacia parte del público.